# Рівер-Форест (Іллінойс)
Рівер-Форест (англ. River Forest) — селище (англ. village) в США, в окрузі Кук штату Іллінойс. Населення — 11 717 осіб (2020).

## Географія
Рівер-Форест розташований за координатами 41°53′42″ пн. ш. 87°49′9″ зх. д. / 41.89500° пн. ш. 87.81917° зх. д. (41.894875, -87.819064).  За даними Бюро перепису населення США в 2010 році селище мало площу 6,42 км², з яких 6,41 км² — суходіл та 0,00 км² — водойми.

## Демографія
Згідно з переписом 2010 року, у селищі мешкали 11 172 особи в 3961 домогосподарстві у складі 2776 родин. Густота населення становила 1741 особа/км².  Було 4176 помешкань (651/км²).
Расовий склад населення:
| - 84,8 % — білих - 6,7 % — чорних або афроамериканців - 4,5 % — азіатів - 0,1 % — корінних американців - 1,8 % — осіб інших рас |

До двох чи більше рас належало 2,0 %. Частка іспаномовних становила 6,0 % від усіх жителів.
За віковим діапазоном населення розподілялося таким чином: 25,3 % — особи молодші 18 років, 60,5 % — особи у віці 18—64 років, 14,2 % — особи у віці 65 років та старші. Медіана віку мешканця становила 41,3 року. На 100 осіб жіночої статі у селищі припадало 87,9 чоловіків;  на 100 жінок у віці від 18 років та старших — 82,5 чоловіків також старших 18 років.
Середній дохід на одне домашнє господарство  становив 188 374 долари США (медіана — 99 250), а середній дохід на одну сім'ю — 233 813 долари (медіана — 148 864). Медіана доходів становила 132 829 доларів для чоловіків та 70 987 доларів для жінок. За межею бідності перебувало 4,4 % осіб, у тому числі 1,5 % дітей у віці до 18 років та 4,6 % осіб у віці 65 років та старших.
Цивільне працевлаштоване населення становило 5057 осіб. Основні галузі зайнятості: освіта, охорона здоров'я та соціальна допомога — 29,1 %, науковці, спеціалісти, менеджери — 19,5 %, фінанси, страхування та нерухомість — 13,5 %.